# Сейдаметова, Карина Константиновна
Карина Константиновна Сейдаметова (род. 11 октября 1984, Новокуйбышевск, Самарская область, РФ) — российский поэт, журналист, главный редактор журнала «Наш современник», член СП России.

## Биография
Карина Константиновна Сейдаметова родилась в городе Новокуйбышевске Самарской области в 1984 году. Окончила Литературный институт им. А. М. Горького (семинар Эдуарда Балашова) (2014).
Автор нескольких поэтических сборников. Печаталась в журналах «Москва», «Наш современник», «Роман-журнал. XXI век», «Подъём», «Дон», «День и ночь», «Новая Немига литературная», «Сухум» и др.
Мастер семинаров поэзии в рамках Форума молодых писателей России, стран СНГ и ближнего зарубежья «Липки» от журнала «Наш современник» и разнообразных совещаний и мастер-классов, проводимых Ассоциацией союзов писателей и издателей России (АСПИ) и СП России.
В 2024 году заняла должность главного редактора журнала «Наш современник».
Воспитывает сына Тимофея, живёт и работает в Москве.

## Книги
1. "Соборный свет" (2011 г.)
2. "Вольница" (2018 г.)
3. "Обманчивое эхо" (2023 г.)

## Отзывы
Наталья Егорова в рецензии на книгу  «Вольница» говорит:
Карина Сейдаметова — поэт хорошего вкуса. В ней есть молодое движение души — но нет молодого незрелого смысла. Это спокойный и глубокий собеседник, стихи которого можно читать и перечитывать в первую очередь потому, что любовь, внутренняя тишина и постоянный поиск сути никогда не приносятся в жертву излишней яркости и броскости.
Белорусский критик Людмила Воробьёва в одной из своих публикаций пишет следующее:
Любовная лирика Карины Сейдаметовой, прежде всего, впечатляют своей внезапной, сжимающей сердце от пронзительной жалости, лирической силой, своей тончайшей, прозрачнейшей узорной звукописью. Чувства диктуют всё, непередаваем их запредельный накал, – когда что-то другое уже ниже изначального, когда это провал. Как в музыке. Явственно выявляется коренная проблема разносторонних ощущений:
В пространстве, что разбито, как стекло,
Где крошатся осколками уступки,
Люблю тебя, надсадно и светло,
Люблю тебя безвыходно и хрупко.